# Ниссиотис, Никос
Нико́лаос (Ни́кос) Ниссио́тис (греч. Νικόλοαος Α. Νησιώτης; 21 мая 1924, Афины — 18 августа 1986, Греция) — греческий богослов, философ, публицист, активный деятель экуменического движения.

## Биография
Родился 21 мая 1924 года в Афинах в семье священника Ангелоса Ниссиосита, уроженца Малой Азии.
Среднее образование получил в Ионийской школе, где обучался с 1932 по 1942 год. В 1942 году поступил на богословский факультет Афинского университета, который окончил в 1947 году.
В 1948—1949 годы продолжил образование в Цюрихском университете в Швейцарии. Слушал лекции протестантского богослова Эмиля Брюннера и психолога Карла Густава Юнга.
В 1948 году во время I генеральной ассамблеи Всемирного совета церквей те был одним из инициаторов обращения к ВСЦ за поддержкой в создании «всеправославной» молодёжной организации. Тогда же был избран членом молодёжного комитета ВСЦ. В сентябре того же года ВСЦ профинансировало созыв Международной православной конференции.
В 1949—1951 годы проходил военную службу, затем вернулся в Базель для продолжения учёбы и экуменичской деятельности. Слушал Лекции Карла Барта и Карла Ясперса.
В сентябре 1952 году в Севре (Франция) по инициативе Павла Евдокимова организована Конференция православной молодёжи в Западной Европе; Никос Ниссиотис входит в состав её организационного комитета. Именно он предложил для новой организации название «Синдесмос», которое и было принято.
В 1952—1953 годы обучался в Католическом университете Лувена, который окончил со степенью магистра по специальности католическая нео-схоластическая и историческая философия.
После этого возвращается в Афины, где становится сотрудником богословского факультета Афинского университета.
Был генеральным секретарём Студенческого движения Греции, сотрудничал в этом качестве с YMCA, являлся членом «Всемирной студенческой христианской федерацией».
В 1956 году защитил докторскую диссертацию в Афинском университете на тему «Экзистенциализм и христианская вера у С. Кьеркегора и его современников, философов-экзистенциалистов К. Ясперса, М. Хадйгера и Ж.-П. Сартра».
С 1958 года — сотрудник Экуменического института Боссэ в Швейцарии.
Занимал кафедру философии и религиозной психологии на богословском факультете Афинского университета, затем возглавлял пастырское отделение. Был долгое время деканом факультета.
В 1961 году был наблюдателем от Всемирного совета церквей на всеправославном совещании на острове Родос.
Консенсус по поводу неудачного свидетельства о православной экклезиологии Никоса Ниссиотиса на ассамблеи Всемирного Совета в Нью-Дели в 1961 года следует из переписки протопресвитера Георгия Граббе с протоиереями Георгием Флоровским и Александром Шмеманом. Флоровский и Шмеман соглашаются с заведующим Отделом Внешних Сношений Синода, что позиция Ниссиотиса не отражает православную экклезиологию и единодушно досадуют по поводу ущерба православному свидетельству в экуменическом движении.
С 1962 по 1974 был профессором и преподавателем Женевского университета.
В 1963—1964 годы был одним из наблюдателей от Всемирного Совета Церквей на Втором Ватиканском Соборе.
В 1965 году становится экстраординарным профессором Афинского университета, в 1968 году — ординарным.
В 1966—1974 годы — директор Экуменического института Боссэ.
С 1975 по 1983 год — член центрального комитета Всемирного Совета Церквей.
В 1980 году в качестве члена Международного олимпийского комитета принимал участие в Московской Олимпиаде.
С 1984 года возглавлял Международную академию религиоведения в Брюсселе.
Скончался 18 августа 1986 года в автокатастрофе на трассе между Афинами и Коринфом.

## Публикации
на греческом языке
- «Υπαρξισμός και χριστιανική πίστης κατά τον S. Kierkegaard και τους συγχρόνους υπαρξιστάς φιλοσόφους Κ. Jaspers, M.Heidegger και J.P. Sartre» — Διδακτορική διατριβή, Αθήναι 1956 και 3η εκδ. εκδ. Μήνυμα, Αθήνα, 1985
- Προλεγόμενα εις την θεολογικήν γνωσιολογίαν. Το ακατάληπτον του Θεού και η δυνατότης γνώσεως Αυτού, Αθήναι. 1965.
- Φιλοσοφία της θρησκείας και φιλοσοφική θεολογία. Σκέψεις επί του προβλήματος της θέσεως της φιλοσοφίας εν τη συστηματική θεολογία, Αθήναι. 1965

на английском языке
- «Secular and Christian Images of Human Person Архивная копия от 21 июня 2016 на Wayback Machine» // Theologia 33, Athens 1962, PP. 947—989; Theologia 34, Athens 1963, PP. 90-122
- «Knowledge as Charisma in the University Today» // Student World, vol. 55, no. 1, 1962. PP. 77-87
- «Principles of an Ecumenically Oriented Theology» // Criterion, spring 1963. PP. 3-6
- «Orthodox Theological Education: Reality and Perspectives» // Epistimoniki Epetiris his Theologikis Scholis tou Panepistimiou Athinon. vol. 23, 1976 PP. 507—530
- «Orthodox Principles in the Service of an Ecumenical Theological Education» // Orthodox Theology and Diakonia: Essays in Honour of Archbishop Iakovos, Brookline MA, 1981 PP. 329—338
- Religion, Philosophy and Sport in Dialogue. Athens, 1994

на немецком языке
- Die qualitative Bedeutung der Katholizität. Theologische Zeitschrift Basel Jgg 17, 4/1961, 259—280
- L´Eglise et la Société dans la Theologie orthodoxe grecque. in L´Ethique sociale… Genf 1966
- Die Theologie der Ostkirche im ökumenischen Dialog: Kirche und Welt in orthodoxer Sicht. Stuttgart: Evangelisches Verlagswerk, 1968
- Maria in der orthodoxen Theologie. In: Concilium 19 (1983), S. 613—625

на французском языке
- «Les problemes de l’education olympique envisages a travers les travaux de l’Academie Internationale Olympique» // Athens, International Olympic Academy, 1980 PP. 43-55